# Baltimore Clippers
Baltimore Clippers byl profesionální americký klub ledního hokeje, který sídlil v Baltimore ve státě Maryland. V letech 1962–1976 působil v profesionální soutěži American Hockey League. Clippers ve své poslední sezóně v AHL skončily v základní části. Své domácí zápasy odehrával v hale Baltimore Civic Center s kapacitou 11 286 diváků. Klubové barvy byly černá, bílá a oranžová.
Klub byl během své existence farmami celků NHL. Jmenovitě se jedná o New York Rangers, Pittsburgh Penguins, Detroit Red Wings, Philadelphia Flyers, California Golden Seals, Kansas City Scouts a Washington Capitals.

## Úspěchy
- Vítěz základní části – 1× (1970/71)
- Vítěz divize – 3× (1970/71, 1971/72, 1973/74)

## Umístění v jednotlivých sezonách
Stručný přehled
Zdroj: 
- 1962–1969: American Hockey League (Východní divize)
- 1969–1973: American Hockey League (Západní divize)
- 1973–1976: American Hockey League (Jižní divize)
- 1976–1977: Southern Hockey League

Jednotlivé ročníky
Zdroj: 
Legenda: Z – zápasy, V – výhry, VP – výhry v prodloužení, R – remízy, P – porážky, PP – porážky v prodloužení, VG – vstřelené góly, OG – obdržené góly, +/- – rozdíl skóre, B – body, fialové podbarvení – reorganizace, změna skupiny či soutěže
| USA / Kanada (1962 – 1977) |                       |        |    |    |    |    |    |    |     |     |      |    |        |             |
| Sezóny                     | Liga                  | Úroveň | Z  | V  | VP | R  | PP | P  | VG  | OG  | +/-  | B  | Pozice | Play-off    |
| 1962/63                    | AHL (Východní divize) | 2      | 72 | 35 | –  | 7  | –  | 30 | 226 | 244 | +58  | 77 | 3.     | Čtvrtfinále |
| 1963/64                    | AHL (Východní divize) | 2      | 72 | 32 | –  | 3  | –  | 37 | 200 | 220 | -20  | 67 | 4.     | –           |
| 1964/65                    | AHL (Východní divize) | 2      | 72 | 35 | –  | 5  | –  | 32 | 275 | 249 | +26  | 75 | 3.     | Čtvrtfinále |
| 1965/66                    | AHL (Východní divize) | 2      | 72 | 27 | –  | 2  | –  | 43 | 212 | 254 | -42  | 56 | 4.     | –           |
| 1966/67                    | AHL (Východní divize) | 2      | 72 | 35 | –  | 10 | –  | 27 | 252 | 247 | +5   | 80 | 2.     | Semifinále  |
| 1967/68                    | AHL (Východní divize) | 2      | 72 | 28 | –  | 10 | –  | 34 | 236 | 255 | -19  | 66 | 4.     | –           |
| 1968/69                    | AHL (Východní divize) | 2      | 74 | 33 | –  | 7  | –  | 34 | 266 | 257 | +9   | 73 | 2.     | Čtvrtfinále |
| 1969/70                    | AHL (Západní divize)  | 2      | 72 | 25 | –  | 17 | –  | 30 | 230 | 252 | -22  | 67 | 3.     | Čtvrtfinále |
| 1970/71                    | AHL (Západní divize)  | 2      | 72 | 40 | –  | 9  | –  | 23 | 263 | 224 | +39  | 89 | 1.     | Čtvrtfinále |
| 1971/72                    | AHL (Západní divize)  | 2      | 76 | 34 | –  | 11 | –  | 31 | 266 | 253 | +13  | 79 | 1.     | Finále AHL  |
| 1972/73                    | AHL (Západní divize)  | 2      | 76 | 17 | –  | 11 | –  | 48 | 210 | 315 | -105 | 45 | 6.     | –           |
| 1973/74                    | AHL (Jižní divize)    | 2      | 76 | 42 | –  | 10 | –  | 24 | 310 | 232 | +78  | 94 | 1.     | Semifinále  |
| 1974/75                    | AHL (Jižní divize)    | 2      | 46 | 14 | –  | 10 | –  | 22 | 136 | 180 | -44  | 38 | 5.     | –           |
| 1975/76                    | AHL (Jižní divize)    | 2      | 76 | 21 | –  | 7  | –  | 48 | 238 | 316 | -78  | 49 | 4.     | –           |
| 1976/77                    | SHL                   | –      | 47 | 21 | –  | 2  | –  | 24 | 182 | 169 | +13  | 44 | 4.     | –           |